# Halkçı Parti
Halkçı Parti (Populistická strana, HP) byla turecká politická strana, která byla aktivní v letech 1983–1985.

## Pozadí
Po převratu v roce 1980 byly 16. října 1981 vojenskou vládou (vládnoucí prostřednictvím Rady národní bezpečnosti – Milli Güvenlik Kurulu, MGK) rozpuštěny všechny politické strany bez ohledu na jejich politické názory. V roce 1983 se MGK rozhodla povolit vznik nových stran s přísnými omezeními. Nové strany nesměly používat názvy bývalých stran a bývalí politici nesměli být statutárními členy nových stran.

## Vznik
Jednou ze stran, kterou MGK zakázala, byla Republikánská lidová strana (turecky CHP), nejstarší turecká strana. Stoupenci CHP, mezi něž patřili Avni Güler, Engin Aydın a Turhan Timuçin, založili 21. května 1983 stranu Halkçı Parti jako zamýšlenou nástupkyni CHP. Předsedou strany se stal Necdet Calp, který byl kdysi výkonným asistentem zesnulého İsmeta İnönüho, druhého tureckého prezidenta. Ačkoli se nejednalo o příliš známé jméno, vyvolal celonárodní rozruch v panelové televizní diskusi kvůli své nesouhlasné reakci na návrh privatizace Istanbulského mostu přes Bospor.

## Volby
MGK zakázala mimo jiné i stranu SODEP, hlavního soupeře Halkçı Parti o hlasy bývalé strany CHP: HP, jako jediná nástupkyně CHP, tak získala ve všeobecných volbách 6. listopadu 1983 30,5 % hlasů. Halkçı Parti se tak stala hlavní opoziční stranou. Tuto podporu si však nemohla udržet v komunálních volbách 21. března 1984, neboť v nich již  SODEP kandidovat mohla a získala většinu hlasů bývalé CHP. Halkçı Parti se musela spokojit s 8,8 %, což znamenalo ztrátu téměř 75 % hlasů v průběhu necelých pěti měsíců.

## Spojení se SODEP
Na sjezdu strany 27. června 1985 přišel Necdet Calp o post předsedy a nahradil jej Aydın Güven Gürkan. Gürkan se sešel s Rahşan Ecevit, která plánovala založit stranu Demokratik Sol Parti (DSP), a Erdalem İnönüem, předsedou SODEP, kvůli možnému spojení těchto stran. Ačkoli se Ecevit zdráhala, İnönü, který navrhoval sloučení všech příznivců bývalé CHP již dříve, byl nadšeným zastáncem spojení obou stran. Dne 3. listopadu 1985 se s Halkçı Parti sloučila strana SODEP. İnönü souhlasil, že se po dobu procesu slučování vzdá svého mandátu. Nová takto vzniklá strana se jmenovala Sosyal Demokrat Halkçı Parti (Sociálně demokratická populistická strana) se zkratkou SHP, která se podobala zkratce CHP, a stranickou vlajkou se šesti šípy, která se taktéž podobala vlajce CHP. Zkratku SHP však nelze zaměňovat se stejnou zkratkou, kterou po roce 2002 používala podobně pojmenovaná, ale odlišná Sosyaldemokrat Halk Partisi (Sociálně demokratická lidová strana).